# Youssouf Hersi
Youssouf Hersi (Dire Daua, 20 agosto 1982) è un ex calciatore etiope naturalizzato olandese, di ruolo centrocampista.

## Carriera

### Club
Hersi, prima di far parte dei Western Sydney Wanderers, ha giocato per l'AEK Atene, l'Ajax, il De Graafschap, il NAC Breda, il NEC, l'Heerenveen, il Vitesse e il Twente.

### Nazionale
Hersi giocò con l'Under-20 olandese per il Campionato mondiale di calcio Under-20 nel 2001, in cui ha segnato 2 reti, e anche se ha espresso la volontà di giocare nella sua nazione natale, l'Etiopia, non lo ha mai potuto fare per via delle regole FIFA.